# Mikaela Wieslander
Mikaela Victoria Wieslander Mayer, ursprungligen Vislander, född 12 april 1981 i Rydaholms församling i Jönköpings län, är en svensk före detta spjutkastare tävlande för IFK Växjö. Wieslander har representerat Sverige i fyra Finnkamper, 2003, 2005, 2006 och 2007. Hon slog det svenska juniorrekordet i spjut år 2000, då hon kastade 49,13 meter. Hennes personliga rekord är 52,65 meter från Finnkampen 2005. 
I november 2007 började Mikaela Wieslander även att åka bob och var med i det svenska laget Team Karin Olsson. Under november och december 2007 tävlade de i Europacupen och i januari/februari var det dags för Världscupen innan säsongen avslutades med VM i tyska Altenberg. Teamets mål var OS i Vancouver 2010.

## Personliga rekord
| Utomhus - Spjut – 52,65 (Göteborg 27 augusti 2005) - Spjut (gamla spjutet) – 38,46 (Helsingborg 12 juli 1998) |

### Fotnoter
1. ↑  Wiger 2006, s. 234.
2. ↑   Sveriges befolkning 2000. Stockholm: Sveriges släktforskarförbund. 2020
3. 1 2  ”Personsida på AllAthletics”. all-athletics.com. Arkiverad från originalet den 20 december 2016. https://web.archive.org/web/20161220153940/http://www.all-athletics.com/node/148944. Läst 12 december 2016.
4. ↑  ”Personsida hos IAAF”. iaaf.org. https://www.iaaf.org/athletes/sweden/mikaela-wieslander-179575. Läst 12 december 2016.